# Институт проблем проектирования в микроэлектронике РАН
Институ́т пробле́м проекти́рования в микроэлектро́нике РАН (ИППМ РАН) — научно-исследовательский институт Отделения нанотехнологий и информационных технологий Российской академии наук, расположен в Зеленограде.

## История
Основан 1 октября 1986 года как НИИ систем автоматизированного проектирования радиоэлектронной аппаратуры и сверхбольших интегральных схем Академии наук СССР (НИИСАПРАН), современное название с апреля 1998 года. Планировалось, что вместе с рядом других НИИ и заводов институт войдёт в состав нового крупного межведомственного «Центра информатики и электроники» (ЦИЭ), однако после распада СССР институт и развалины основного комплекса зданий ЦИЭ стали единственными напоминаниями о соответствующем проекте в Зеленограде.

## Директора
- Баталов Борис Васильевич (1986—1989)[2], член-корреспондент АН СССР;
- Валиев Камиль Ахметович (1989—1992, исполняющий обязанности), академик АН СССР и РАН;
- Стемпковский Александр Леонидович (1992—2018), академик РАН;
- Гаврилов Сергей Витальевич (с 2019 года по н.в.).

## Направления фундаментальных научных исследований
- системы автоматизации проектирования в микро- и наноэлектронике;
- методология проектирования интегральных схем и систем высокой сложности;
- высокопроизводительные вычислительные системы.

## Развитие российского и международного научного сотрудничества
ИППМ РАН, совместно с Комиссией Европейских Сообществ, Комитетом при Президенте России по политике информатизации, Международной ассоциацией по обработке информации, Ассоциацией по вычислительной технике, ОАО «Телеком», а также рядом европейских университетов, организовал серию международных семинаров по автоматизации проектирования (RUSSIAN WORKSHOP), пан-европейский форум, посвященный сотрудничеству европейских ученых в области науки, техники и образования, международный семинар по многоуровневому проектированию низкомощностных схем, серию международных конференций по проблемам твердотельной фотоники, оптоэлектроники и методологии проектирования фотоприёмных устройств.
С 2005 года институт проводит серию всероссийских научно-технических конференций «Проблемы разработки перспективных микро- и наноэлектронных систем».

## Подготовка научных кадров
При институте действует диссертационный совет по защите докторских и кандидатских диссертаций. Инженерные кадры готовятся в учебных центрах НИУ МИЭТ и МИЭМ НИУ ВШЭ, созданных при ИППМ РАН. С 2008 года при институте работают Научно-образовательный центр «Разработка микро- и наноэлектронных систем» и совместная лаборатория с Южным федеральным университетом.

## Известные учёные
- Амербаев, Вильжан Мавлютинович, главный научный сотрудник, академик АН Казахской ССР.
- Русаков, Сергей Григорьевич, заведующий отделом проблем автоматизации проектирования, член-корреспондент РАН.